# Etyen Mahçupyan
Etyen Mahçupyan  (* 9. März 1950 in Istanbul) ist ein armenisch-türkischer Journalist.

## Leben

### Ausbildung und Werdegang
Mahçupyan absolvierte 1968 das Robert College und 1972 die Bosporus-Universität mit einem Abschluss als Ingenieur. Ab 1977 studierte er Wirtschaftswissenschaft an der Universität Ankara. Dort arbeitete er bis 1980 als Lehrbeauftragter. Zwischen 1980 und 1996 war er als Unternehmer tätig.

### Publizistische Tätigkeit
Von 1996 bis 2000 war Mahçupyan Kolumnist der türkischen Tageszeitung Radikal. 2000 wechselte er zur Zeitung Yeni Binyıl. Im Mai 2001 wurde er Kolumnist bei der Gülen-Bewegung-nahen Tageszeitung Zaman. Nach dem Mord an Hrant Dink im Januar 2007 trat er dessen Nachfolger als Chefredakteur der in armenischer und türkischer Sprache erscheinenden Wochenzeitung Agos an. Im November 2010 trat er von diesem Amt zurück und begann erneut, für Zaman zu schreiben. Im Mai 2014 wechselte er zu Akşam. Anfang 2016 beendete er diese Tätigkeit, weil die Redaktion eine Kolumne von ihm von ihrer Webseite entfernt hatte. Seit ihrem Erscheinen schreibt er für die Tageszeitung Karar.

### Politische Tätigkeit
Im April 2013 wurde Mahçupyan vom damaligen Ministerpräsidenten Recep Tayyip Erdoğan in eine „Rat der Weisen“ genannte Kommission berufen, die die damals angestrebte friedliche Beendigung des Konflikts mit der kurdischen PKK zivilgesellschaftlich begleiten sollte, letztlich aber recht wirkungslos blieb.
2015 wurde Mahçupyan Chefberater des türkischen Ministerpräsidenten Ahmet Davutoğlu. Im Zuge des 100. Jahrestag des Völkermordes an den Armeniern 1915 und der Äußerung des Papstes Franziskus am 12. April 2015 sagte Mahçupyan, dass es unmöglich sei, nicht von einem Völkermord zu sprechen, wenn man die Taten in Bosnien und Afrika als Völkermord bezeichnet. Am nächsten Tag trat Mahçupyan von seinem Amt als Chefberater zurück.

## Buchpublikationen (Auswahl)
- Osmanlı'dan Postmoderniteye (1996)
- İdeolojiler ve Modernite (1997)
- Türkiye'de Merkeziyetçilik: Devlet ve Din (1998)
- Radikal Yazılar (1–4) (1998–2000)
- Batı'dan Doğu'ya, Dünden Bugüne Zihniyet Yapıları ve Değişim (2000)
- İkinci Tanzimat (2003)
- İçimizdeki Öteki (2005)